# Astola
Astola, známý také jako Jezira Haft Talar (balúčsky: زروان ءِ هفت تلار) nebo jako „Ostrov sedmi kopců“, je malý neobydlený ostrov v Arabském moři, který patří Pákistánu. Nachází se přibližně 25 km jižně od nejbližšího úseku pobřeží a 39 km jihovýchodně od rybářského přístavu Pasni. Astola je největší pákistánský pobřežní ostrov. Je dlouhý asi 6,7 km a v nejširším místě měří 2,3 km. Rozkládá se zhruba na 6,7 km2. Nejvyšší bod je 75 m nad hladinou moře.
Administrativně náleží Astola k podoblasti Pasni spadající pod okres Gwádar v provincii Balúčistán. Plavba motorovým člunem z Pasni trvá asi pět hodin.
Pákistán prohlásil Astolu v červnu 2017 za chráněnou mořskou oblast jako součást plnění mezinárodních závazků vůči Úmluvě o biologické rozmanitosti a cílům Nagojského protokolu.

## Historie
Nejstarší zmínka o ostrově je v Arriánově zprávě o admirálu Nearchovi, kterého v roce 325 př. n. l. Alexandr Veliký vyslal, aby prozkoumal pobřeží Arabského moře a Perského zálivu. Námořníci byli „vyděšení z podivných příběhů vyprávěných o neobývaném ostrově jménem Nosala“.
Z doby Alexandra Velikého pochází také spis Indie (Indica) od samotného Arriána, v němž je popsáno přistání flotily admirála Nearcha u ostrova, který je v tomto dokumentu nazván Carnine. V díle stojí, že ostrov obývají Ichthyophagové (v řečtině „pojídači ryb“) a že na tomto ostrově „i skopové maso mělo rybí chuť“. Perská fráze mahi khoran (jedlíci ryb) přetrvala a je od ní odvozen dnešní název pobřeží v oblasti Makrán. Někteří učenci předpokládali, že Carnine je právě Astola, aniž ale vzali v úvahu nedostatek pitné vody, který činí místo prakticky nevyužitelné pro dlouhodobý pobyt i chov zvířat.[zdroj?] Se vší pravděpodobností byl ostrovem Carnine ve skutečnosti ostrov Khor Kalmat.[zdroj?] To je podpořeno i faktem, že Nearchos se měl držet pobřeží (tedy daleko od ostrova Astola) a nevzdalovat se od břehů, po kterých pochodoval zbytek Alexandrovy armády.

## Geografie
Ostrov je tvořen velkou plošinou a sedmi malými kopci (odtud též pochází místní název Haft Talar neboli Sedm kopců). Na povrchu se nachází četné hluboké štěrbiny a propasti, které jsou i několik metrů široké.[zdroj?] Na ostrovně je také několik přírodních jeskyní a zátok. Jižní strana ostrova pozvolna klesá a pod nízkým úhlem mizí v moři, zatímco severní strana je plná útesů s ostrými zlomy a do moře spadá svisle.[zdroj?]

## Ekologie
Izolace pomohla udržet na ostrově Astola několik endemických forem života. Například zde žije ohrožená kareta obrovská (Chelonia mydas) a kareta pravá (Eretmochelys imbracata) hnízdí pravidelně na pláži na úpatí útesů. Ostrov je také důležitou oblastí pro endemické plazy, jako je jeden poddruh zmije paví (Echis carinatus), konkrétně Echis carinatus astolae. O ostrově se také často uvádí, že na něm hnízdí velké množství vodních ptáků, včetně několika druhů racků. Jsou zde také divoké kočky, které sem původně přivezli rybáři, aby snížily počet zdejších hlodavců, kteří by při přemnožení mohli ohrozit ostatní živočichy žijící na ostrově. Např. racek arabský (Ichthyaetus hemprichii) měl na ostrově velké zázemí, ale octl se na pokraji vyhynutí kvůli krysám.
Vegetace je na ostrově málo a je z většiny složená z křovin a větších keřů. Největším keřem na ostrově je naditec jehnědokvětý (Prosopis juliflora), který byl přivezen do jižní Asie v roce 1877 z Jižní Ameriky. Na ostrově nejsou žádné stromy. Zároveň se na Astole nenachází žádný zdroj vody, takže je rostlinstvo závislé na občasných deštích a vlhkosti půdy.
U ostrova Astola se také nachází korálový útes.

## Využití
V roce 1982 vláda Pákistánu instalovala na ostrov maják pro bezpečnost projíždějících lodí. Ten byl o pět let později (v roce 1987) nahrazen modernějším na solární baterie.
Každoročně se ostrov od září do května stává dočasnou rybářskou základnou. Loví se zde hlavně humři a ústřice. Od června do srpna, tedy mimo rybářskou sezónu a období bouří, je ostrov neobývaný.
Nachází se zde malá mešita zasvěcená muslimskému světci Pir Khawaja Khizrovi, kterou používají právě rybáři během sezóny rybolovu.[zdroj⁠?!]
Na ostrově Astola byly také objeveny ruiny starověkého hinduistického chrámu zasvěceného bohyni Kálí. Ostrov byl Hindům znám jako Satadip a v některých hinduistických textech jsou o něm zmínky.